# Schefflenz
Schefflenz est une commune (Gemeinde) allemande de l'arrondissement de Neckar-Odenwald, dans le Land de Bade-Wurtemberg.